# 伊達村富
伊達 村富（だて むらとみ）は、江戸時代中期の武士。陸奥国仙台藩一門第六席・岩谷堂伊達家6代当主。

## 生涯
寛保元年（1741年）、岩谷堂伊達家5代当主・伊達村望の三男として生まれる。
延享2年（1745年）、兄の村寿（岩城隆恭）が亀田藩5代藩主・岩城隆韶の末期養子となって家督を相続したため、父の継嗣となる。宝暦4年（1754年）5月、仙台藩6代藩主・伊達宗村の加冠で元服、偏諱を受け村富と名乗る。
明和2年（1765年）3月、父・村望の死去により家督を相続し、岩谷堂邑主となる。安永2年（1773年）、藩政混乱を招いた葛西川島事件の責めを負って、隠居を命じられる。家督は嫡男・村将が相続した。
寛政4年（1792年）10月27日、死去。享年52。